# 天鵝 (音樂)
天鵝琵琶獨奏曲，由劉德海于1984年所作，刘将其与另三首琵琶獨奏曲《秦俑》、《老童》、《春蚕》并称为“人生篇”，在该曲中以天鹅自况。